# Ejido Santa Cruz (Balancán)
Santa Cruz es un ejido del municipio de Balancán ubicado en la subregión de los Ríos del estado mexicano de Tabasco.

## Geografía
La localidad se ubica a 32.1 kilómetros (en dirección sur) de la localidad de Balancán de Domínguez, la cabecera y lugar más poblado del municipio. Se sitúa en las coordenadas geográficas 18°05′16″N 91°36′17″O / 18.087778, -91.604722, a una elevación de 9 metros sobre el nivel del mar.

## Demografía
Según el Conteo de Población y Vivienda 2020, efectuado por el Instituto Nacional de Estadística y Geografía, la localidad de Santa Cruz tiene 389 habitantes, de los cuales 189 son del sexo masculino y 200 del sexo femenino. Su tasa de fecundidad es de 2.75 hijos por mujer y tiene 110 viviendas particulares habitadas.
| Gráfica de evolución demográfica de Santa Cruz entre 1980 y 2020 |
|                                                                  |
| INEGI.                                                           |